# 布拉干薩街
布拉干薩街（葡萄牙語：Rua de Bragança）是一條位於澳門氹仔嘉模堂區的路段，東南端從埃武拉街和奧林匹克大馬路交界，沿途跟大連街、基馬拉斯大馬路、亞威羅街、佛山街、沙維斯街、廣東大馬路、米尼奧街交界，西北端至永誠街止。全長約700米，闊約4米。街道名稱由來是葡萄牙北部布拉干薩王朝君主傳統的領地。

## 由來
該條街道是從葡萄牙復國後的第一位國王——若昂四世（João IV）登基前的稱號——第六任布拉干薩公爵。因為當時葡萄牙是被西班牙統治，葡萄牙人民非常想要獨立，所以開始反抗政府，造成起義不斷；最後於1640年時，葡萄牙貴族推翻西班牙的統治，而若昂四世被推舉為國王。為紀念光復事件，葡屬澳門把在澳門的2條街道命名為約翰四世大馬路和布拉干薩街。

## 沿途地點
- 華寶花園[註 1]
- 超級花城
- 濠江中學附屬英才學校
- 濠景花園
- 金利達花園
- 坊眾學校
- 濠尚
- 星皓廣場
- 聯國學校
- 培華中學附屬小學暨幼稚園
- 萬暉花園